# 地中海世界
地中海世界（ちちゅうかいせかい）は、西ヨーロッパと南ヨーロッパ、北アフリカ、西アジアの間に挟まれた地中海沿岸の領域を指す。地理的な領域であるが、この領域は太古より様々な文化や民族の相互交流が絶えず、とりわけ古代から中世初期にかけては一つの独自な文化圏を形成していた。

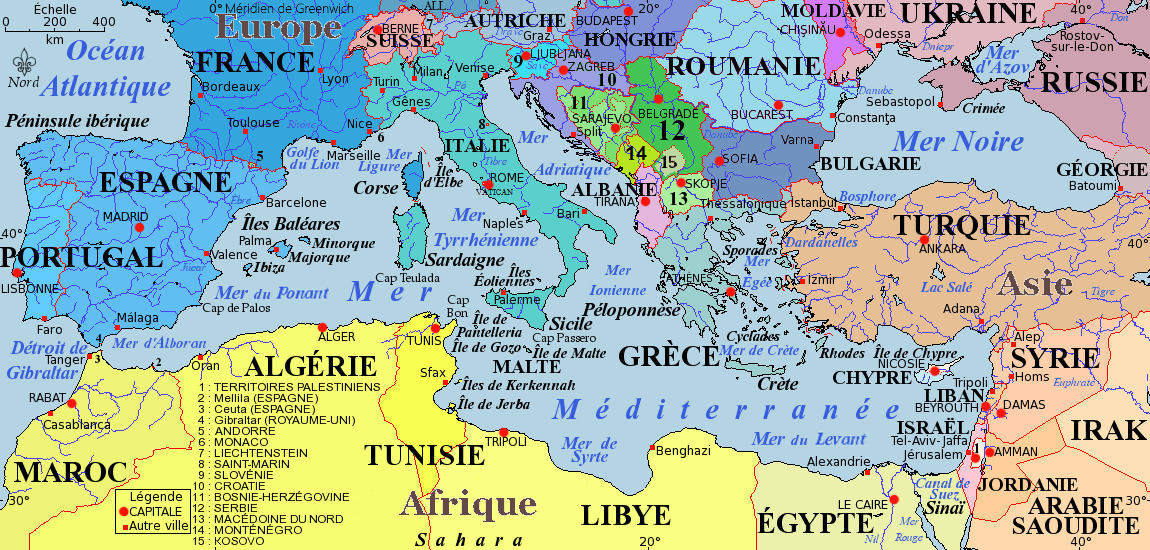
現代の地中海とその周辺諸国

## 概説
地中海世界は、北アフリカと、パレスチナ沿岸より小アジア、そしてギリシアと今日の西欧から成り立つ。大きく分ければ、1）北アフリカ、2）パレスチナ・小アジア、3）西欧という3つの領域になる。これらの3つの領域には、太古より文化が存在し、様々な民族が居住し、陸路と海路を伝って互いに文化交流が存在したことが知られる。

### 先史古代
紀元前6千年紀から5千年紀には、北アフリカには農業生産を主体とする定住文化集落や都市の原型が確認されており、これらを継承して紀元前3千年紀となってエジプト統一帝国（古王国）が成立したとも考えられる。小アジアには、北アフリカと同じぐらいに古い定住文化集落が存在しており、紀元前2千年紀頃にはヒッタイト帝国が成立するが、それ以前にも多数の都市国家が存在した。
西欧領域では、紀元前3千年紀頃より印欧語族の進出が著しくなったが、考古学的資料等からは、印欧語族以前にこの領域には先住民族の文化が存在したことが知られている。そのため、例えばギリシアでは、ギリシア人は紀元前2千年紀頃より数度にわたり波状に南下して行ったが、すでに先住民族とその文化が存在しており、この古い文化は古代ギリシア文化のなかに取り込まれた。
しかし、紀元前2千年紀となると地中海世界では陸路を通じてではなく、むしろ海路を通じての文化的政治的な相互作用が活発となり、エジプトはクレータのミノア文明と交流を行っており、また、古代ギリシア人は地中海世界のヴァイキングのような形で、各地に遠征し略奪戦争を行った。その一つはホメーロスがうたった「トロイア戦争」であると考えられる。ただし、トロイアは東西の交流の要衝にあったため、考古学的に、幾度も戦役に見舞われ、都市は破壊され、再度構築されてきたことが確認されている。

### 古代
海の民の活躍などを含め、紀元前2千年紀半ば以降になると、アフリカにはエジプト新王国が威勢を持ち、小アジアにはヒッタイト帝国が覇権を唱えた。またギリシアでは、古代ギリシア人は植民地を小アジアおよびイタリア半島南部に拡散させ、パレスティナ沿岸部では、中小地方国家群が成立して覇権を争った。またフェニキア人は北アフリカからイベリア半島まで植民地を築き、地中海交易で大きな勢力を築いた。

ペルシア戦争　ペルシア軍の遠征路

エジプトおよびヒッタイトは紀元前1千年紀になると衰退し、ギリシア人およびフェニキア人が海路を通じての交易で勢力をさらに伸張させた。その他方、紀元前1千年紀半ば頃にはローマ人の勢力が徐々に拡大して行った。また、この時代においては、イランに起こったアケメネス朝ペルシア帝国の威勢がメソポタミアを征服して地中海沿岸まで進出し、古代ギリシアのポリス連合群はアケメネス朝の進出を阻止しようとして、ここにペルシア戦争が生じ、アケメネス朝は敗退して後退した。
ペルシア戦争の勝利の後のギリシアはしかし、覇権をめぐってポリスのあいだで争いが生じ、アテナイ、スパルタ、コリントスと有力ポリスにより覇権が推移して行った。ギリシアにおいて内部紛争が進行しているあいだに、共和政ローマは勢力を拡大し、イタリア半島を支配下に置くとともに、さらに周辺領域へと勢力を展開して行った。この過程で、第一次、第二次のポエニ戦争が起こるが、ローマはこれに勝利し、カルタゴなどのフェニキア人植民地を傘下に収め、北アフリカのマグレブ領域からイベリア半島に及ぶ領域に勢力を拡大して行った。

### ヘレニズム時代
紀元前4世紀後半、覇権争いを続けるギリシア・ポリス群の辺境にあったマケドニアは軍事力を拡大し、フィリッポス2世とその子アレクサンドロス3世によって、ギリシアは征服され統一される。マケドニア王国はさらに勢力を拡大し、アレクサンドロスは東方のパレスチナ沿岸を征服し、末期王朝のエジプトを服属させて領土に加えた。彼はさらにメソポタミア・イランに広大な帝国を築いていたアケメネス朝ペルシア帝国をイッソスの戦い・ガウガメラの戦いで破り、地中海世界東部からインドの領域近くにまでわたる広大な世界に帝国を構築した。

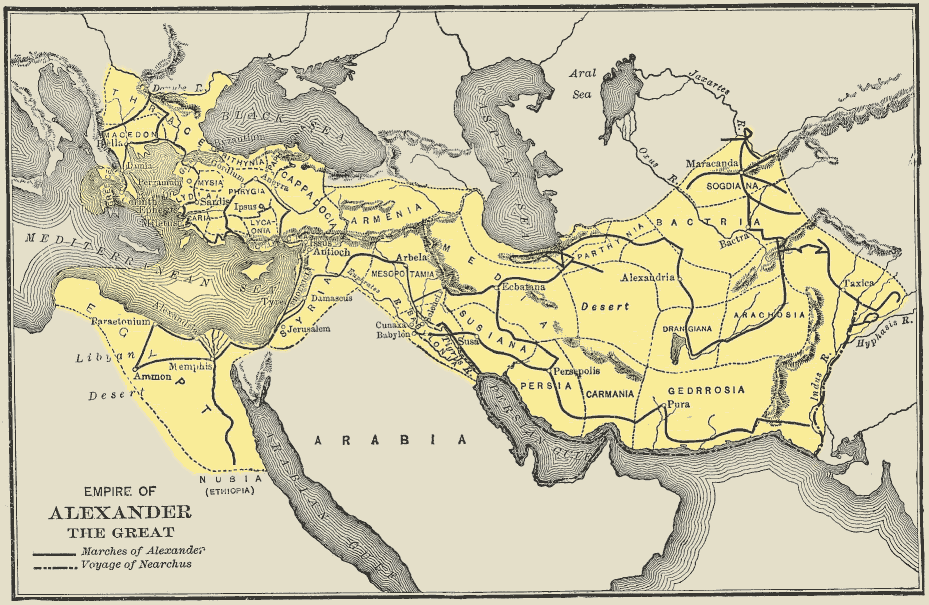
アレクサンドロス帝国の版図

アレクサンドロス帝国は、地中海東部からオリエント・イラン・インド西端に渡る空前の大帝国であったが、大王アレクサンドロス3世の逝去とともに帝国は分裂し、後継者（ディオドコス）たちが互いに権力掌握を目指して争った。かくして帝国は最終的には、プトレマイオス朝エジプト王国、セレウコス朝シリア王国、アンティゴノス朝マケドニア王国に分裂した。セレウコス朝はアケメネス朝ペルシア帝国のほぼ西半分以上の領域を支配し、ペルシア帝国の後継者の地位を占めた。
アレクサンドロスの征服と東西を横断した帝国の建設により、インドやイランの文化が地中海世界に流入するとともに、地中海世界の文化がオリエントやイランに流入して、両者は互いにシンクレティズムを構成し、新しい混淆文化を創り出した。これをヘレニズム文化と称し、東西の広大な領域に影響を及ぼした。

#### ヘレニズムの文化
ギリシア文化、エジプト文化、パレスチナの文化、小アジアの文化、オリエント文化、イラン文化、インド文化などが交流し、宗教思想においてもシンクレティズムが生まれ、ここからミトラス教、グノーシス主義、キリスト教、イシス信仰、エレウシス秘儀、大乗仏教、ゾロアスター教、マニ教などの新興宗教や大宗教が勃興し、既存宗教も大きな変革を迎えた。さらに思想的にはギリシア神話を含む諸地域の神話やその神々、哲学としてはカルネアデスを代表とするの懐疑主義的傾向を強めた中期アカデメイア派やストア派、エピクロス派、ネオプラトニズム、ヘルメス思想などが広範に広がった。

### 共和政ローマ
アレクサンドロス帝国の勃興と並列して、共和政ローマは地中海世界西部に大きな勢力を広げて行き、やがて、地中海東部世界にもその勢力を伸張させて行く。ギリシアの植民地を支配するとともに、ギリシア本土にも勢力を拡大し、紀元前2世紀から1世紀にかけてはプトレマイオス朝を実質的に支配下に収め、パレスチナ沿岸でも覇権を掌握した。紀元前1世紀には、共和政ローマは、地中海世界のほぼ全域をその支配下に収めていた。
しかし他方で、ローマ内部でも社会不安の増大がみられ、グラックス兄弟の改革以降それは時に武力行使も伴いながら政治闘争へと発展していった。「内乱の一世紀」と呼ばれるこの時代においては、闘争はマリウスやスッラ、キンナによる独裁的な支配をも生んだ。この争いは、二度にわたる三頭政治、すなわち、第1回はポンペイウス、カエサル、クラッスス、第2回は、アントニウス、オクタウィアヌス、レピドゥスによる寡頭政治の形を経て一人支配の確立へと連なっていった。
クラッススはパルティアとの戦いで戦死し、ポンペイウスはカエサルに敗北したため、カエサルは広大なローマの支配領域に一人支配を打ち立てた。カエサルは終身独裁官に就任し、独裁的な権力を誇ったがブルートゥスら共和派によって暗殺された。カエサルの後継者は側近であったマルクス・アントニウスとカエサルの養子であるオクタウィアヌスで争われたが、エジプトのクレオパトラ7世と同盟したアントニウスをアクティオンの海戦でオクタウィアヌスが破り、オクタウィアヌスはローマにて全権を掌握しアウグストゥスの尊称を得た。彼は、インペラトルの個人名としての使用とカエサルの家族名は養父から受け継いだものの、あくまで共和政の伝統の継承者を装いつづけた。コンスル命令権、上級プロコンスル命令権、護民官職権の3つの権限を中核としたプリンケプス（元首）の地位は養子ティベリウスに受け継がれ、アウグストゥスの治世より帝政ローマの開始とされる。アウグストゥスは内戦の過程で、影響下にありながらも一応の独立を保っていたプトレマイオス朝も女王クレオパトラ7世を破ることでローマに組み込み、地中海世界全域はローマ帝国の支配下に置かれた。

### ローマ帝国

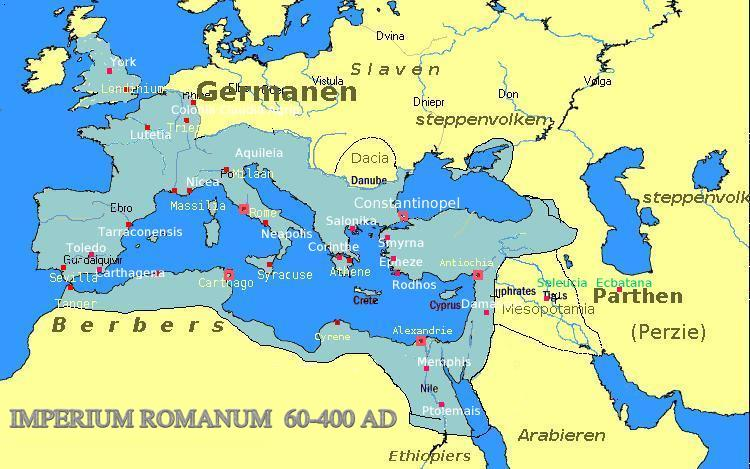
ローマ帝国の版図 （紀元60年－400年）

オクタウィアヌス・アウグストゥスのローマの統一と帝国化は、地中海世界においては、「ローマの平和（Pax Romana）」とも称された。ローマ帝国時代はまさにヘレニズムの文化が花開いた時代であり、東西の文化の交流と混淆による多様な文化や思想、宗教が興隆した。
ローマの政治は共和政期の民会、元老院、政務官の3つを中心としたシステムからプリンケプス（皇帝）中心に移り、権威をもって君臨していた元老院は徐々にその力を失っていった。一方首都民衆は民会の停止と護民官の無力化によって直接の権力行使は失ったが、「市民の代表」である皇帝は首都民を完全に無視することはできず、一定の影響力は有しつづけた。しかし帝政期最も勢力を伸張させたのは皇帝に直接結びついた属州と軍団であり、皇帝権力の基盤であるとともに障壁として皇帝権力の拡大とともにその勢力を伸張させていった。これら勢力の伸張に対し元老院、首都民衆といったローマの政治勢力は減退していった。
「パックス・ロマーナ」はヘレニズムにおける文化シンクレティズムであるとともに、文化の退廃をも意味した。征服戦争による奴隷階級の増加と、正規市民の没落による下層民の増大は帝国の安定を危うくする要因でもあった。倫理と道徳の低下は貴族階級で顕著であり、それはやがて市民一般の退廃となり、皇帝そのものも尚武の気風や英邁さを失い退廃へと落ち込んでいった。これらの退廃のなかで、下層階級では原始キリスト教が勢力を拡大し、ローマ軍団のなかでは兵士のあいだでミトラス教が教勢を増し、現世の退廃と失意を痛感する貴族階級ではストア派哲学が、属州およ÷びローマの中産教養階層のあいだでは、グノーシス主義が末世の世界観として流布して行った。その他方、ユダヤ教は、独立運動を起こし首都エルサレムが破壊されるとともに、ユダヤ人は故郷を失いディアスポラの民となった。

#### 五賢帝と軍人皇帝時代
五賢帝の時代にあって、トラヤヌス帝は帝国の版図を最大に広げたが、後継者ハドリアヌスは帝国が版図を維持するのは困難であることを理解し、ゲルマン人やケルト人の侵攻に対し、寧ろ防御的姿勢を示した。文化的・宗教的には、ローマ古来の神々への信仰はますます薄れる一方、新興の宗教に皇帝みずから賛同する状況も生じた。その他方で、ユダヤ教、キリスト教に対する迫害・弾圧は、五賢帝時代においてさえ継続され、ますます激しさを加えても行った（ローマ帝国の視点よりは、ユダヤ教とキリスト教の区別が初期には明瞭ではなかったことがある）。
最後の五賢帝であるマルクス・アウレリウスは自らの子であるコンモドゥスに帝位を譲った。帝国はマルクスの治世半ばにしてゲルマン人の侵攻と内部的な退廃により破綻を迎えていたため、五賢帝時代の栄光は束の間の光ともなり、軍事力と富と腐敗が皇帝位を左右する蒙昧の時代が到来した。1世紀末より2世紀末までの約90年間続いた治世は終焉し、「軍人皇帝乱立」時代と呼ばれる混乱の時代が訪れる。各地で叛乱が起こり、地方の軍団は中央政府の意図に従わず、みずからの推戴する将軍を皇帝位につけたため、半世紀間に26人の皇帝が乱立し、暗殺され、廃位されるという事態となる。
284年に帝位を襲った最後の軍人皇帝であるディオクレティアヌスは、混乱を収拾するため皇帝権力を強化し、テトラルキア（四分割統治）を導入して、帝国を東西領域に分割した。またカラカラがローマ市民権をすべての属州民に付与した結果、ローマ市民の資質と社会的地位が実質的に低下したのとも連動して、ディオクレティアヌスは征服戦争の喪失とともに供給源のなくなった「奴隷労働力」人口を補うため、やがて西欧中世の農奴制にも通じるコロナートゥスと呼ばれる小作制を認めた。ディオクレティアヌス以降、皇帝はオリエント風の「絶対専制君主支配（ドミナートゥス）」の性格を帯びるようになる。

#### ローマ帝国の分裂

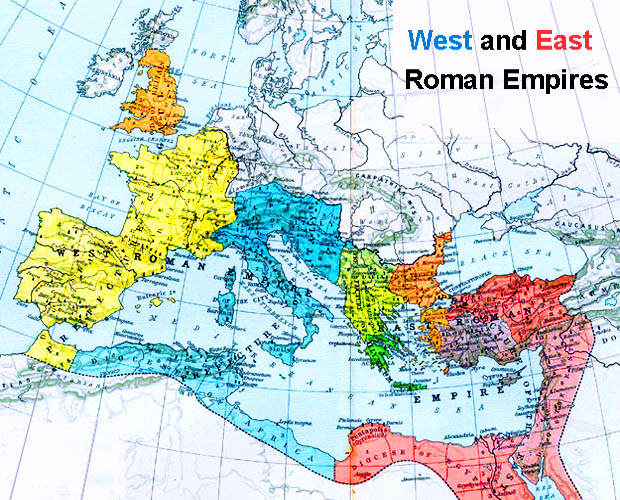
ローマ帝国の東西分裂 （395年）

ディオクレティアヌス帝は社会的騒乱を抑制し秩序を確立する目的において、最大とも称されるキリスト教徒弾圧政策を取り、多数の殉教者を生み出した。しかし、このことは逆に社会不安を招き、帝国は再度混乱に陥った。この混乱を収拾し、東西分治帝ではなく統一帝となったコンスタンティヌス1世は、もはや帝国の安寧の維持にはキリスト教の協力が不可欠とも考え、宥和政策を取るとともに313年にミラノ勅令を出し、キリスト教を公認した。キリスト教は、380年にテオドシウス1世のもとで、帝国の国教となる。
コンスタンティヌスは皇帝権力をさらに強化し、サーサーン朝ペルシアの脅威に対抗するため、首都をコンスタンティノポリスに遷都した。統一帝コンスタンティヌス1世の没後は、東西分割統治が再度復活した。特に、テオドシウス1世が長男アルカディウスを東帝、次男ホノリウスを西帝として分割統治を定めて以降のローマ帝国は、東ローマ帝国（ビザンティン帝国、ビザンツ帝国とも呼ばれる）と西ローマ帝国に分裂してそれぞれの道を歩むこととなった。
476年の西方正帝の滅亡後も、地中海の交易活動は依然として行われており、6世紀には東ローマ皇帝ユスティニアヌス1世が地中海世界の再統一を果たした。しかし、サーサーン朝やイスラム帝国、ランゴバルト人、ブルガール人などの侵攻によって東ローマ帝国は地中海世界全体の支配を維持できなくなり、バルカン半島・アナトリアを中心とした東地中海の地域大国へと転換を余儀なくされた。
これ以降、地中海世界の東部では東ローマ帝国が古代ギリシャ・ローマの伝統にオリエントの影響を加えた独自の文化（ビザンティン文化）を築いたほか、シリア・エジプト・北アフリカはイスラム帝国に征服されたため、イスラム世界の一部となった。
他方、西部地中海世界のヨーロッパ側は8世紀末から東ローマ帝国の宗主権下から自立し、西欧文明世界としてまた独自の道を進むことになる。